# Tournoi Pontins de snooker professionnel
Le tournoi Pontins de snooker professionnel est un tournoi de catégorie non classée (en anglais non ranking), c'est-à-dire ne comptant pas pour le classement mondial. 
Organisé à Prestatyn, au Pays de Galles, il s'est tenu pour la première fois en 1974 et a été renouvelé chaque année jusqu'en 2000. Ray Reardon est le plus titré. Il s'est imposé à quatre reprises.

## Palmarès
| Année                                                 | Vainqueur                                             | Finaliste                                             | Score                                                 | Saison                                                |
| Tournoi Pontins de snooker professionnel (non classé) | Tournoi Pontins de snooker professionnel (non classé) | Tournoi Pontins de snooker professionnel (non classé) | Tournoi Pontins de snooker professionnel (non classé) | Tournoi Pontins de snooker professionnel (non classé) |
| ----------------------------------------------------- | ----------------------------------------------------- | ----------------------------------------------------- | ----------------------------------------------------- | ----------------------------------------------------- |
| 1974                                                  | Ray Reardon                                           | John Spencer                                          | 10–9                                                  | 1973-1974                                             |
| 1975                                                  | Ray Reardon (2)                                       | John Spencer                                          | 10–9                                                  | 1974-1975                                             |
| 1976                                                  | Ray Reardon (3)                                       | Fred Davis                                            | 10–4                                                  | 1975-1976                                             |
| 1977                                                  | John Spencer                                          | John Pulman                                           | 7–5                                                   | 1976-1977                                             |
| 1978                                                  | Ray Reardon (4)                                       | John Spencer                                          | 7–2                                                   | 1977-1978                                             |
| 1979                                                  | Doug Mountjoy                                         | Graham Miles                                          | 8–4                                                   | 1978-1979                                             |
| 1980                                                  | John Virgo                                            | Ray Reardon                                           | 9–6                                                   | 1979-1980                                             |
| 1981                                                  | Terry Griffiths                                       | Willie Thorne                                         | 9–8                                                   | 1980-1981                                             |
| 1982                                                  | Steve Davis                                           | Ray Reardon                                           | 9–4                                                   | 1981-1982                                             |
| 1983                                                  | Doug Mountjoy (2)                                     | Ray Reardon                                           | 9–7                                                   | 1982-1983                                             |
| 1984                                                  | Willie Thorne                                         | John Spencer                                          | 9–7                                                   | 1983-1984                                             |
| 1985                                                  | Terry Griffiths (2)                                   | John Spencer                                          | 9–7                                                   | 1984-1985                                             |
| 1986                                                  | Terry Griffiths (3)                                   | Willie Thorne                                         | 9–6                                                   | 1985-1986                                             |
| 1987                                                  | Neal Foulds                                           | Willie Thorne                                         | 9–6                                                   | 1986-1987                                             |
| 1988                                                  | John Parrott                                          | Mike Hallett                                          | 9–1                                                   | 1987-1988                                             |
| 1989                                                  | Darren Morgan                                         | Tony Drago                                            | 9–2                                                   | 1988-1989                                             |
| 1990                                                  | Stephen Hendry                                        | Mike Hallett                                          | 9–6                                                   | 1989-1990                                             |
| 1991                                                  | Neal Foulds (2)                                       | Mike Hallett                                          | 9–6                                                   | 1990-1991                                             |
| 1992                                                  | Steve James                                           | Neal Foulds                                           | 9–8                                                   | 1991-1992                                             |
| 1993                                                  | Ken Doherty                                           | Darren Morgan                                         | 9–3                                                   | 1992-1993                                             |
| 1994                                                  | Ken Doherty (2)                                       | Nigel Bond                                            | 9–5                                                   | 1993-1994                                             |
| 1995                                                  | Peter Ebdon                                           | Ken Doherty                                           | 9–8                                                   | 1994-1995                                             |
| 1996                                                  | Ken Doherty (3)                                       | Nigel Bond                                            | 9–7                                                   | 1995-1996                                             |
| 1997                                                  | Martin Clark                                          | Andy Hicks                                            | 9–7                                                   | 1996-1997                                             |
| 1998                                                  | Mark Williams                                         | Martin Clark                                          | 9–6                                                   | 1997-1998                                             |
| 1999                                                  | Jimmy White                                           | Matthew Stevens                                       | 9–5                                                   | 1998-1999                                             |
| 2000                                                  | Darren Morgan (2)                                     | Jimmy White                                           | 9–2                                                   | 1999-2000                                             |

## Bilan par pays
| Pays           | Joueurs | Total | Premier titre | Dernier titre |
| -------------- | ------- | ----- | ------------- | ------------- |
| Pays de Galles | 5       | 12    | 1974          | 2000          |
| Angleterre     | 10      | 11    | 1977          | 1999          |
| Irlande        | 1       | 3     | 1993          | 1996          |
| Écosse         | 1       | 1     | 1990          | 1990          |